# 803 Picka
803 Picka è un asteroide della fascia principale del diametro medio di circa 46,5 km. Scoperto nel 1915, presenta un'orbita caratterizzata da un semiasse maggiore pari a 3,1965776 UA e da un'eccentricità di 0,0655119, inclinata di 8,68570° rispetto all'eclittica.
Il nome è in onore di Friedrich Pick, fisico ceco.